# North Richland Hills
North Richland Hills ist eine Stadt im Tarrant County im US-Bundesstaat Texas in den Vereinigten Staaten. Das U.S. Census Bureau hat bei der Volkszählung 2020 eine Einwohnerzahl von 69.917 ermittelt.

## Geographie
Die Stadt liegt an den Highways 26, 83 und 820 im mittleren Nordosten von Texas, ist etwa 14 Kilometer westlich des Dallas-Fort Worth International Airports sowie 13 Kilometer nordöstlich von Fort Worth gelegen und hat eine Gesamtfläche von 47,2 km².

## Demografische Daten
Nach der Volkszählung im Jahr 2000 lebten hier 55.635 Menschen in 20.793 Haushalten und 15.407 Familien. Die Bevölkerungsdichte betrug 1.179,6 Einwohner pro km². Ethnisch betrachtet setzte sich die Bevölkerung zusammen aus 88,48 % weißer Bevölkerung, 2,70 % Afroamerikanern, 0,54 % amerikanischen Ureinwohnern, 2,65 % Asiaten, 0,17 % Bewohnern aus dem pazifischen Inselraum und 3,39 % aus anderen ethnischen Gruppen. Etwa 2,07 % waren gemischter Abstammung und 9,48 % der Bevölkerung waren spanischer oder lateinamerikanischer Abstammung.
Von den 20.793 Haushalten hatten 38,0 % Kinder unter 18 Jahre, die im Haushalt lebten. 59,9 % davon waren verheiratete, zusammenlebende Paare. 10,3 % waren allein erziehende Mütter und 25,9 % waren keine Familien. 20,4 % aller Haushalte waren Singlehaushalte und in 5,6 % lebten Menschen, die 65 Jahre oder älter waren. Die Durchschnittshaushaltsgröße betrug 2,66 und die durchschnittliche Größe einer Familie belief sich auf 3,09 Personen.
27,2 % der Bevölkerung waren unter 18 Jahre alt, 9,0 % von 18 bis 24, 32,6 % von 25 bis 44, 22,3 % von 45 bis 64, und 8,8 % die 65 Jahre oder älter waren. Das Durchschnittsalter war 35 Jahre. Auf 100 weibliche Personen aller Altersgruppen kamen 96,8 männliche Personen. Auf 100 Frauen im Alter von 18 Jahren und darüber kamen 93,1 Männer.

Das jährliche Durchschnittseinkommen eines Haushalts betrug 56.150 USD, das Durchschnittseinkommen einer Familie 64.718 USD. Männer hatten ein Durchschnittseinkommen von 44.548 USD gegenüber den Frauen mit 30.392 USD. Das Prokopfeinkommen betrug 25.516 USD. 4,7 % der Bevölkerung und 3,1 % der Familien lebten unterhalb der Armutsgrenze. Davon waren 5,3 % Kinder und Jugendliche unter 18 Jahren und 7,2 % waren 65 oder älter.

## Söhne und Töchter der Stadt
- Logan Henderson (* 1989), Schauspieler, Sänger, Rapper und Tänzer
- Amanda Frisbie (* 1992), Fußballspielerin